# مالی پساک
مالی پساک (به صربی: Mali Pesak) یک منطقهٔ مسکونی در صربستان است که در ناحیه بانات شمالی واقع شده‌است. مالی پساک ۱۱۵ نفر جمعیت دارد و ۸۱ متر بالاتر از سطح دریا واقع شده‌است.